# مستر أولمبيا 1969
بطولة مستر أولمبيا 1969 هي النسخة الخامسة من بطولة مستر أولمبيا للمحترفين بكمال الأجسام، أقيمت نهائياتها في 29 سبتمبر 1969، بمدينة نيويورك الأمريكية.

## نظرة عامة
فاز بالمنافسة هذا العام سيرجيو أوليفا. متغلباً على النمساوي أرنولد شوارزنيجر.

## النتائج الكاملة
| المركز | الاسم            | الدولة |
| ------ | ---------------- | ------ |
| 1      | سيرجيو أوليفا    | كوبا   |
| 1      | أرنولد شوارزنيجر | النمسا |

 = يحمل لقب مستر أولمبيا من سنوات سابقة.